# Эксперимент 2: Волна
«Экспериме́нт 2: Волна́» (нем. Die Welle «Волна») — художественный фильм режиссёра Денниса Ганзеля, вышедший на экраны в 2008 году.
Фильм снят по книге Тодда Страссера «Волна». Книга была написана в 1981 году по мотивам вышедшего в том же году одноимённого фильма. В основе всех этих произведений — реальный эксперимент «Третья волна», произведённый учителем истории Роном Джонсом в городе Пало-Альто в Калифорнии.

## Сюжет
В немецкой гимназии проводится специальный проект: в течение недели ученики будут изучать одну из политических систем по собственному выбору. Учитель Райнер Венгер (Юрген Фогель) хотел бы провести курс Анархии, близкой ему по духу, но ему достаётся Автократия. Пришедшие на занятие ученики не верят, что в современной Германии может быть установлена диктатура. Венгер начинает эксперимент, призванный показать, как легко можно манипулировать массами.
Для начала он пересаживает учеников так, чтобы отличники сидели рядом с неуспевающими и могли помогать им; таким образом класс в целом будет показывать лучшие результаты. По новым правилам ученики должны обращаться к нему «господин Венгер» (нем. Herr Wenger) вместо привычного «Райнер», отвечать на вопросы преподавателя только с его разрешения, при этом вставать и говорить кратко и чётко. Они должны носить форму — джинсы и белые рубашки.
Только две девушки — Мона (Амели Кифер) и Каро (Дженнифер Ульрих) — отказываются носить форму и покидают класс. Остальные ученики принимают новые правила и включаются в эксперимент, они рассказывают друзьям об интересном курсе, и некоторые слушатели других курсов переходят в класс Венгера. Новое движение получает имя — «Волна», один из учеников придумывает эмблему, другой создаёт сайт, третий делает наклейки, которые все с удовольствием расклеивают по городу.
«Волна» обретает всё большую известность. Участники движения поддерживают друг друга и притесняют тех, кто не с ними, к ним присоединяются многие другие ученики. Только Каро пытается бороться с движением. Она распечатывает листовки и раскладывает их в школе. Это вызывает недовольство учеников. Друг Каро, Марко (Макс Римельт), пытается защитить её, но под давлением группы сдаётся и обещает поговорить со своей подругой.
Больше всех впечатлён новым строем Тим (Фредерик Лау) — парень, чувствующий себя одиноким и ненужным и дома, и среди сверстников. Только став членом движения, он обретает поддержку единомышленников. Тим сжигает свою одежду с логотипами известных марок (на занятии обсуждалось, что владельцы брендов действуют только на благо себе и не чувствуют социальной ответственности), с риском для себя забирается на строящееся здание, чтобы нарисовать на нём логотип «Волны». Тим покупает пистолет и предлагает Венгеру стать его телохранителем. Венгер объясняет, что телохранитель ему не нужен, но приглашает Тима в гости. После того, как Райнеру приходится выпроводить гостя, который не понимает, что уже надоел хозяевам, Тим остаётся ночевать во дворе.
Школьная команда по водному поло, которую тренирует Венгер, встречается с другой школой. «Волна» собирает болельщиков, каждому пришедшему выдают белую рубашку с логотипом. Каро и Мона снова разбрасывают листовки. Участник «Волны» Синан (Элиаш М’Барек) затевает драку с противником, утаскивая его под воду. Венгеру приходится прыгнуть в бассейн, чтобы разнять их. В то же время драку затевают и болельщики.
После игры Райнер ссорится с женой из-за того, что происходит с «Волной», а Марко ругается с Каро. В пылу ссоры Марко ударяет Каро. Обеспокоенный происходящим Марко приходит к Венгеру и просит прекратить эксперимент. Тот обещает всё решить и собирает всех участников эксперимента на следующий день в школьном зале.
Когда все члены «Волны» собираются, Венгер приказывает закрыть двери, чтобы никто не смог им помешать. Он зачитывает сочинения своих учеников о «Волне», а затем описывает их будущие возможности, призывает продолжать движение и покорить всю Германию. Только Марко возражает против этих идей, остальные ребята восторженно слушают призывы Венгера и аплодируют им. Венгер натравливает на Марко его бывших друзей, когда они выволакивают его на сцену, он предлагает придумать, что делать с «предателем». После этого он спрашивает, до чего они могли бы дойти по его приказу. Смогли бы они убить человека? Райнер напоминает ученикам о вопросе, который был поставлен в начале проекта — возможна ли в Германии диктатура? Он разъясняет, как легко все они поддались влиянию, и называет «Волну» примером диктатуры, фашизмом.
Проект зашёл слишком далеко, Венгер распускает движение и завершает собрание. Ученики начинают расходиться, но Тим не может смириться с тем, что движения больше нет. Он начинает угрожать Венгеру пистолетом, ранит одного из учеников, а затем совершает самоубийство. В завершающей сцене Венгера арестовывает полиция, его ученики и жена в отчаянии смотрят на это.

## В ролях
| Актёр            | Роль            |
| ---------------- | --------------- |
| Юрген Фогель     | Райнер Венгер   |
| Фредерик Лау     | Тим Штольтефус  |
| Макс Римельт     | Марко           |
| Дженнифер Ульрих | Каро            |
| Кристиана Пауль  | Анке Венгер     |
| Элиаш М’Барек    | Синан           |
| Кристина до Рего | Лиса            |
| Якоб Маченц      | Деннис          |
| Макс Мауфф       | Кевин           |
| Деннис Ганзель   | Мартин          |
| Амели Кифер      | Мона            |
| Марен Кройман    | доктор Кольхаге |

## Саундтрек
Саундтрек к фильму был издан 14 марта 2008 на EMI Germany и содержит треки таких коллективов, как The Subways, Kilians, Johnossi, Digitalism и The Hives, наряду с версией EL*KE композиции «Rock 'n' Roll High School» группы Ramones из одноимённого фильма. Заглавная композиция «Garden Of Growing Hearts» исполнена Берлинской Empty Trash.
Оригинальные треки были написаны Heiko Maile.
|    | Композиция                  | score   | Исполнитель                        | Длительность |
| -- | --------------------------- | ------- | ---------------------------------- | ------------ |
| 1  | Intro                       | диалог  | Die Welle                          | 0:06         |
| 2  | Rock'n'roll High School     |         | El*ke                              | 1:54         |
| 3  | Rock & Roll Queen           |         | The Subways                        | 2:50         |
| 4  | Execution Song              |         | Johnossi                           | 2:14         |
| 5  | Fight the Start             |         | Kilians (англ.)                    | 3:01         |
| 6  | Garden of Growing Hearts    |         | Empty Trash                        | 3:32         |
| 7  | Spending My Time            |         | Orange but Green                   | 2:38         |
| 8  | Short Life of Margott       |         | Kilians (англ.)                    | 3:02         |
| 9  | Everything Is Under Control |         | Coldcut                            | 3:34         |
| 10 | Bored                       | (Score) | Ronda Ray featuring Markie J       | 3:23         |
| 11 | Homezone                    |         | Digitalism                         | 2:07         |
| 12 | Move It                     | (Score) | Ronda Ray featuring Trevor Jackson | 4:16         |
| 13 | Nightlite                   |         | Bonobo                             | 5:07         |
| 14 | Was Dich So Verändert Hat   |         | Jan Plewka                         | 6:18         |
| 15 | Arrested                    | (Score) | Heiko Maile                        | 3:16         |
| 16 | Power Control               | (Score) | Ronda Ray featuring Trevor Jackson | 4:24         |
| 17 | Climbing Up the Tower       | (Score) | Heiko Maile                        | 2:21         |
| 18 | Sending out an SMS          | (Score) | Heiko Maile                        | 1:33         |
| 19 | Swimming                    | (Score) | Heiko Maile                        | 2:24         |
| 20 | White Shirts                | (Score) | Heiko Maile                        | 2:27         |
| 21 | Dark School                 | (Score) | Heiko Maile                        | 14:53        |
| 20 | Outro                       | диалог  | Die Welle                          | 14:53        |
|    |                             |         |                                    | 75:20        |

## Награды и номинации
- 2008 — 2 номинации на премию «European Film Awards»: лучший фильм (зрительская награда) и лучший актёр (Юрген Фогель)
- 2008 — 2 премии «German Film Awards»: бронзовый приз за лучший фильм (Кристиан Беккер) и лучшая мужская роль второго плана (Фредерик Лау)
- 2008 — 2 номинации на премию «German Film Awards»: золотой приз за лучший фильм (Кристиан Беккер) и лучший монтаж (Ули Кристен)
- 2008 — номинация на Большой приз жюри Кинофестиваля Сандэнс (Деннис Ганзель)